# Bo Gritz

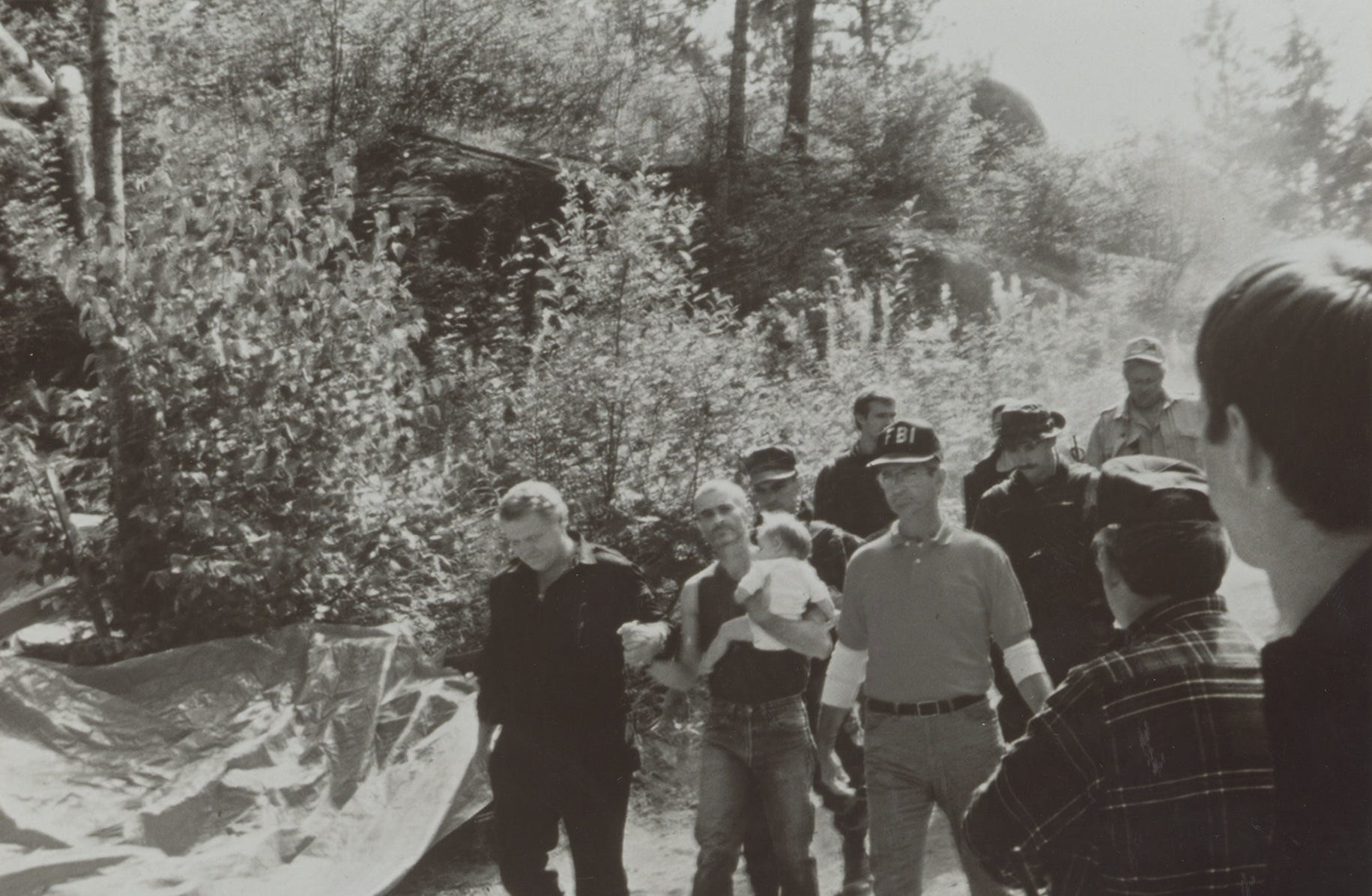
Gritz (ganz links) Hand in Hand mit Randy Weaver, der seine Tochter auf dem Arm trägt, eskortiert von FBI-Agenten

James Gordon Gritz, genannt Bo Gritz, (* 18. Januar 1939 in Enid, Oklahoma) ist ein ehemaliger Offizier der US Army und war eine umstrittene Person des öffentlichen Lebens in den 1980er und 1990er Jahren.

## Leben
Er war von 1957 bis 1979 in US Army und machte Karriere in den Special Forces, den Green Berets. Während des Vietnamkrieges erlangte er Anerkennung für seine Tapferkeit und seine herausragenden Führungsqualitäten, was ihm zahlreiche Auszeichnungen einbrachte: 3x Silver Star, 2x Legion of Merit, 1x Distinguished Flying Cross, 1x Soldier’s Medal, 4x Bronze Star Medal, 2x Purple Heart und 26x Air Medal. Als Veteran engagierte er sich für die Freilassung von Kriegsgefangenen in Vietnam, so unternahm er in den 1980er Jahren eine Reihe privater Reisen nach Südostasien, um angeblich US-Kriegsgefangene ausfindig zu machen, von denen einige glaubten, dass sie noch von Laos und Vietnam festgehalten würden, z. B. in Nhommarath in Laos. Diese Missionen wurden in der Öffentlichkeit stark beworben und waren umstritten – wie einige Kommentatoren feststellten, wurden bei einigen erfolgreichen geheimen Missionen beispielsweise T-Shirts zur Erinnerung an die Rettung von Kriegsgefangenen in die Grenzstädte gebracht, die von Frauen offen verkauft wurden. Gritz inspirierte Filmfiguren wie Rambo und John „Hannibal“ Smith aus der Actionserie „The A-Team“.
Er studierte an der University of Illinois at Urbana-Champaign.
Er war in verschiedene Verschwörungstheorien und Kontroversen verwickelt, darunter Behauptungen über die Existenz von Geheimgefängnissen und -programmen der US-Regierung. Im Zusammenhang mit Ruby Ridge fungierte Gritz ab dem 27. August 1992 als Vermittler zwischen dem FBI und Randy Weaver, dem Mann im Zentrum der Auseinandersetzung mit den Bundesagenten. Am 31. August schaffte Gritz es, Randy zur Aufgabe zu überreden.
Gritz war bekanntes Mitglied der rechtsextremen Populist Party von 1984 bis 1996 und deren Kandidat bei der US-Präsidentschaftswahl 1992. Sein Wahlslogan war „God, Guns, and Gritz“.
Bo Gritz lebt in Sandy Valley, Nevada, und ist Vater von vier Kindern.

## Werke
- A Nation Betrayed. 2. Aufl. Lazarus Pub., Boulder City 1989, ISBN 0-9622238-0-8.
- Called to Serve. Autobiografie. Lazarus Pub., Sandy Valley, Nev. 1991, ISBN 0-916095-38-X.
- My Brother’s Keeper. Lazarus Pub., Sandy Valley, Nev. 2003, OCLC 52549734.

## Dokumentationen (Auswahl)
- Erase and Forget (2017) von Andrea Luka Zimmerman[1]